# موريس بلير
موريس بلير (بالإنجليزية: Maurice Blair)‏ هو لاعب دوري الرغبي أسترالي، ولد في 16 أكتوبر 1984 في ماريبورو في أستراليا.